# Saison 2001-2002 de la LHOu
Saison précédente Saison suivante
La saison 2001-2002 est la 36e saison de hockey sur glace de la Ligue de hockey de l'Ouest.

## Saison régulière
L'ajout à la ligue des Giants de Vancouver force les dirigeants à remanier le classement de la ligue ; ainsi ils abandonnent le départage des équipes qui était alors sur trois divisions pour créer deux conférences, l'Est (10 équipes) et l'Ouest (9 équipes). Ces deux conférences seront alors composées de deux divisions chacune. Ces changements amènent alors les Broncos de Swift Current à passer de la division Est à la division Centrale et le Ice de Kootenay se joignent à la division B.C.
Les quatre premières équipe de chaque division accèdent aux séries éliminatoires. La conférence de l'Ouest comptant un nombre impair d'équipes offre donc la possibilité à l'équipe terminant cinquième de la division B.C. de rivaliser avec l'équipe terminant quatrième dans la division U.S. L'équipe parmi ces deux dernières obtenant la meilleure fiche lors de la saison régulière se voit alors accéder aux séries. 

### Classement
| Division Est             | PJ | V  | D  | N | DP | Pts | BP  | BC  |
| ------------------------ | -- | -- | -- | - | -- | --- | --- | --- |
| Wheat Kings de Brandon   | 72 | 43 | 23 | 4 | 2  | 92  | 261 | 210 |
| Pats de Regina           | 72 | 40 | 20 | 4 | 8  | 92  | 252 | 192 |
| Warriors de Moose Jaw    | 72 | 30 | 34 | 6 | 2  | 68  | 226 | 239 |
| Blades de Saskatoon      | 72 | 27 | 37 | 5 | 3  | 62  | 216 | 257 |
| Raiders de Prince Albert | 72 | 26 | 41 | 2 | 3  | 57  | 234 | 324 |

| Division Centrale        | PJ | V  | D  | N | DP | Pts | BP  | BC  |
| ------------------------ | -- | -- | -- | - | -- | --- | --- | --- |
| Rebels de Red Deer       | 72 | 46 | 18 | 7 | 1  | 100 | 264 | 184 |
| Broncos de Swift Current | 72 | 42 | 17 | 6 | 7  | 97  | 274 | 218 |
| Hitmen de Calgary        | 72 | 33 | 33 | 5 | 1  | 72  | 271 | 281 |
| Hurricanes de Lethbridge | 72 | 33 | 33 | 6 | 0  | 72  | 266 | 247 |
| Tigers de Medicine Hat   | 72 | 30 | 36 | 4 | 2  | 66  | 277 | 316 |

| Division B.C.            | PJ | V  | D  | N  | DP | Pts | BP  | BC  |
| ------------------------ | -- | -- | -- | -- | -- | --- | --- | --- |
| Blazers de Kamloops      | 72 | 38 | 25 | 5  | 4  | 85  | 263 | 230 |
| Ice de Kootenay          | 72 | 38 | 27 | 7  | 0  | 83  | 276 | 223 |
| Cougars de Prince George | 72 | 34 | 27 | 9  | 2  | 79  | 244 | 215 |
| Rockets de Kelowna       | 72 | 31 | 26 | 10 | 5  | 77  | 257 | 232 |
| Giants de Vancouver      | 72 | 13 | 49 | 6  | 4  | 36  | 198 | 365 |

| Division U.S.            | PJ | V  | D  | N  | DP | Pts | BP  | BC  |
| ------------------------ | -- | -- | -- | -- | -- | --- | --- | --- |
| Winter Hawks de Portland | 72 | 36 | 25 | 5  | 6  | 83  | 269 | 243 |
| Chiefs de Spokane        | 72 | 33 | 25 | 11 | 3  | 80  | 223 | 206 |
| Americans de Tri-City    | 72 | 31 | 31 | 10 | 0  | 72  | 260 | 271 |
| Thunderbirds de Seattle  | 72 | 21 | 40 | 6  | 5  | 53  | 235 | 313 |

## Meilleurs pointeurs
| Joueur          | Équipe                 | PJ | B  | A  | Pts | Pun |
| --------------- | ---------------------- | -- | -- | -- | --- | --- |
| Nathan Barrett  | Lethbridge             | 72 | 45 | 62 | 107 | 100 |
| Joffrey Lupul   | Medicine Hat           | 72 | 56 | 50 | 106 | 95  |
| Eric Johansson  | Tri-City               | 69 | 44 | 59 | 103 | 73  |
| Tyler Beechey   | Kootenay/Calgary       | 70 | 44 | 55 | 99  | 104 |
| Jozef Balej     | Portland               | 65 | 51 | 41 | 92  | 52  |
| Jeremy Jackson  | Vancouver/Lethbridge   | 71 | 38 | 53 | 91  | 91  |
| Mikhail Yakubov | Red Deer               | 71 | 32 | 57 | 89  | 54  |
| Josh Olson      | Portland               | 72 | 40 | 48 | 88  | 85  |
| Duncan Milroy   | Swift Current/Kootenay | 64 | 45 | 42 | 87  | 44  |
| Justin Kelly    | Saskatoon              | 72 | 39 | 47 | 86  | 47  |

## Séries éliminatoires
|  | Huitièmes de finale      | Huitièmes de finale      |                        |   | Quarts de finale | Quarts de finale |  |  | Demi-finales | Demi-finales |  |  | Finale | Finale |
|  | Huitièmes de finale      | Huitièmes de finale      |                        |   | Quarts de finale | Quarts de finale |  |  | Demi-finales | Demi-finales |  |  | Finale | Finale |
|  |                          |                          |                        |   |                  |                  |  |  |              |              |  |  |        |        |
|  |                          |                          |                        |   |                  |                  |  |  |              |              |  |  |        |        |
|  |                          |                          |                        |   |                  |                  |  |  |              |              |  |  |        |        |
|  | Wheat Kings de Brandon   | 4                        |                        |   |                  |                  |  |  |              |              |  |  |        |        |
|  | Wheat Kings de Brandon   | 4                        |                        |   |                  |                  |  |  |              |              |  |  |        |        |
|  | Blades de Saskatoon      | 3                        |                        |   |                  |                  |  |  |              |              |  |  |        |        |
|  | Blades de Saskatoon      | 3                        | Wheat Kings de Brandon | 4 |                  |                  |  |  |              |              |  |  |        |        |
|  |                          |                          | Wheat Kings de Brandon | 4 |                  |                  |  |  |              |              |  |  |        |        |
|  |                          | Broncos de Swift Current | 1                      |   |                  |                  |  |  |              |              |  |  |        |        |
|  | Broncos de Swift Current | Broncos de Swift Current | 1                      | 4 |                  |                  |  |  |              |              |  |  |        |        |
|  | Broncos de Swift Current |                          |                        | 4 |                  |                  |  |  |              |              |  |  |        |        |
|  | Hitmen de Calgary        | 3                        |                        |   |                  |                  |  |  |              |              |  |  |        |        |
|  | Hitmen de Calgary        | 3                        | Wheat Kings de Brandon | 3 |                  |                  |  |  |              |              |  |  |        |        |
|  |                          |                          | Wheat Kings de Brandon | 3 |                  |                  |  |  |              |              |  |  |        |        |
|  |                          | Rebels de Red Deer       | 4                      |   |                  |                  |  |  |              |              |  |  |        |        |
|  | Rebels de Red Deer       | Rebels de Red Deer       | 4                      | 4 |                  |                  |  |  |              |              |  |  |        |        |
|  | Rebels de Red Deer       |                          |                        | 4 |                  |                  |  |  |              |              |  |  |        |        |
|  | Hurricanes de Lethbridge | 0                        |                        |   |                  |                  |  |  |              |              |  |  |        |        |
|  | Hurricanes de Lethbridge | 0                        | Rebels de Red Deer     | 4 |                  |                  |  |  |              |              |  |  |        |        |
|  |                          |                          | Rebels de Red Deer     | 4 |                  |                  |  |  |              |              |  |  |        |        |
|  |                          | Warriors de Moose Jaw    | 2                      |   |                  |                  |  |  |              |              |  |  |        |        |
|  | Warriors de Moose Jaw    | Warriors de Moose Jaw    | 2                      | 4 |                  |                  |  |  |              |              |  |  |        |        |
|  | Warriors de Moose Jaw    |                          |                        | 4 |                  |                  |  |  |              |              |  |  |        |        |
|  | Pats de Regina           | 2                        |                        |   |                  |                  |  |  |              |              |  |  |        |        |
|  | Pats de Regina           | 2                        | Rebels de Red Deer     | 2 |                  |                  |  |  |              |              |  |  |        |        |
|  |                          |                          | Rebels de Red Deer     | 2 |                  |                  |  |  |              |              |  |  |        |        |
|  |                          | Ice de Kootenay          | 4                      |   |                  |                  |  |  |              |              |  |  |        |        |
|  | Blazers de Kamloops      | Ice de Kootenay          | 4                      | 0 |                  |                  |  |  |              |              |  |  |        |        |
|  | Blazers de Kamloops      |                          |                        | 0 |                  |                  |  |  |              |              |  |  |        |        |
|  | Rockets de Kelowna       | 4                        |                        |   |                  |                  |  |  |              |              |  |  |        |        |
|  | Rockets de Kelowna       | 4                        | Rockets de Kelowna     | 4 |                  |                  |  |  |              |              |  |  |        |        |
|  |                          |                          | Rockets de Kelowna     | 4 |                  |                  |  |  |              |              |  |  |        |        |
|  |                          | Chiefs de Spokane        | 2                      |   |                  |                  |  |  |              |              |  |  |        |        |
|  | Chiefs de Spokane        | Chiefs de Spokane        | 2                      | 4 |                  |                  |  |  |              |              |  |  |        |        |
|  | Chiefs de Spokane        |                          |                        | 4 |                  |                  |  |  |              |              |  |  |        |        |
|  | Americans de Tri-City    | 1                        |                        |   |                  |                  |  |  |              |              |  |  |        |        |
|  | Americans de Tri-City    | 1                        | Rockets de Kelowna     | 1 |                  |                  |  |  |              |              |  |  |        |        |
|  |                          |                          | Rockets de Kelowna     | 1 |                  |                  |  |  |              |              |  |  |        |        |
|  |                          | Ice de Kootenay          | 4                      |   |                  |                  |  |  |              |              |  |  |        |        |
|  | Ice de Kootenay          | Ice de Kootenay          | 4                      | 4 |                  |                  |  |  |              |              |  |  |        |        |
|  | Ice de Kootenay          |                          |                        | 4 |                  |                  |  |  |              |              |  |  |        |        |
|  | Cougars de Prince George | 3                        |                        |   |                  |                  |  |  |              |              |  |  |        |        |
|  | Cougars de Prince George | 3                        | Ice de Kootenay        | 4 |                  |                  |  |  |              |              |  |  |        |        |
|  |                          |                          | Ice de Kootenay        | 4 |                  |                  |  |  |              |              |  |  |        |        |
|  |                          | Thunderbirds de Seattle  | 0                      |   |                  |                  |  |  |              |              |  |  |        |        |
|  | Winter Hawks de Portland | Thunderbirds de Seattle  | 0                      | 3 |                  |                  |  |  |              |              |  |  |        |        |
|  | Winter Hawks de Portland |                          |                        | 3 |                  |                  |  |  |              |              |  |  |        |        |
|  | Thunderbirds de Seattle  | 4                        |                        |   |                  |                  |  |  |              |              |  |  |        |        |
|  | Thunderbirds de Seattle  | 4                        |                        |   |                  |                  |  |  |              |              |  |  |        |        |

## Honneurs et trophées
- Trophée Scotty-Munro, remis au champion de la saison régulière : Rebels de Red Deer.
- Trophée commémoratif des quatre Broncos, remis au meilleur joueur : Dan Hamhuis, Cougars de Prince George.
- Trophée Daryl-K.-(Doc)-Seaman, remis au meilleur joueur étudiant : Tyler Metcalfe, Thunderbirds de Seattle.
- Trophée Bob-Clarke, remis au meilleur pointeur : Nathan Barrett, Hurricanes de Lethbridge.
- Trophée Brad-Hornung, remis au joueur ayant le meilleur esprit sportif : Ian White, Broncos de Swift Current.
- Trophée commémoratif Bill-Hunter, remis au meilleur défenseur : Dan Hamhuis, Cougars de Prince George.
- Trophée Jim-Piggott, remis à la meilleure recrue : Braydon Coburn, Winter Hawks de Portland.
- Trophée Del-Wilson, remis au meilleur gardien : Cam Ward, Rebels de Red Deer.
- Trophée Dunc-McCallum, remis au meilleur entraîneur : Bob Lowes, Pats de Regina.
- Trophée Lloyd-Saunders, remis au membre exécutif de l'année : Brad McEwan, Broncos de Swift Current.
- Trophée Allen-Paradice, remis au meilleur arbitre : Kevin Acheson.
- Trophée St. Clair Group, remis au meilleur membre des relations publique : Greg McConkey, Rebels de Red Deer.
- Trophée Doug-Wickenheiser, remis au joueur ayant démontré la meilleure implication auprès de sa communauté : Brandin Cote, Chiefs de Spokane.
- Trophée plus-moins de la WHL, remis au joueur ayant le meilleur ratio +/- : Matt Hubbauer, Pats de Regina.
- Trophée airBC, remis au meilleur joueur en série éliminatoire : Duncan Milroy, Ice de Kootenay.